# Augustus Matthiessen
Augustus Matthiessen (2 janvier 1831-6 octobre 1870) est un physicien et chimiste britannique spécialiste de la chimie analytique et de la physique de la matière condensée.

## Biographie

### Études
Augustus Matthiessen soutient sa thèse de doctorat à l'Université de Giessen sous la direction de Heinrich Buff en 1852.

### Carrière
Il obtient son premier poste à l'Université de Heidelberg de 1853 à 1856 où il travaille sur l'isolement du calcium et du strontium avec Robert Bunsen. Par la suite il travaille sur la conduction électrique des métaux. Ce travail continuera après son retour en Angleterre.
Il revient à Londres en 1857 pour travailler au Royal College of Chemistry avec August Wilhelm von Hofmann sur l'aniline.
En 1862 à 1868 il devient lecteur au St Mary's Hospital puis au St Bartholomew's Hospital à partir de 1868.
Il est surtout connu pour ses travaux sur la conduction électrique des métaux dont la postérité retiendra la loi de Matthiessen sur la variation de la résistivité électrique des corps avec la température,, et la règle de Matthiessen pour la diffusion des phonons.

## Récompenses
- Fellow de la Royal Society en 1861
- Médaille royale en 1869